# West Harrow (métro de Londres)
West Harrow est une station de la Metropolitan line, du métro de Londres, en zone 5. Elle est située à Harrow dans le Borough londonien de Harrow.

## Histoire
La station West Harrow est mise en service le 17 novembre 1913.

## À proximité
- Harrow